# Johannes Hals

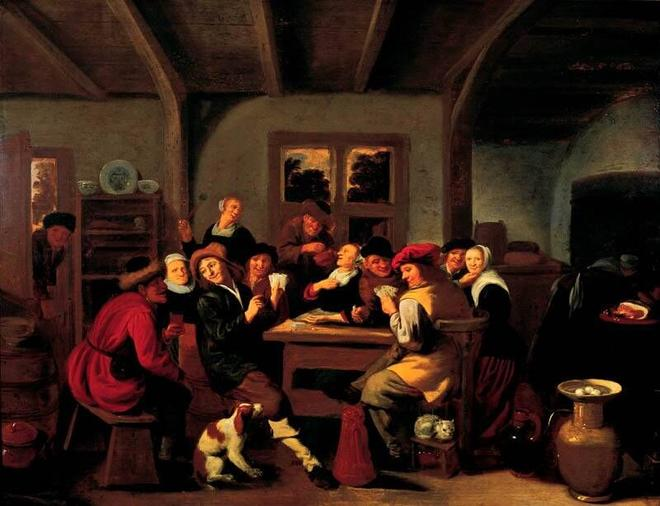
Alegre reunió, oli sobre taula, 63 x 79 cm, Haarlem, Frans Hals Museum.

Johannes Hals (Haarlem, c. 1620-c. 1654) fou un pintor barroc neerlandès.
Fill de Frans Hals i de Lysbeth Reijniersdr., la seva segona esposa, no consta l'any del seu naixement ni hi ha registre del seu baptisme. Com els seus germans Harmen i Frans II, era bo per la música i per la pintura. També com els seus germans Nicolaes i Reynier i el seu cunyat Pieter Gerritsz. van Roestraeten, es devia haver format en el taller patern abans d'ingressar, a una data desconeguda, en el gremi de Sant Lluc. El gener de 1648 va contreure matrimoni a Bloemendaal amb Maria de Wit, però el juliol d'aquest mateix any s'havia quedat vidu. Un any després, el juny de 1649, es va casar per segona vegada, amb Sara Gerritsdr., amb qui va tenir dos fills. Encara que es desconeix la data, els dos pares havien mort abans de l'11 de novembre de 1654, quan els dos petits van ser acollits a l'orfenat de Haarlem. Un d'aquests fills encara vivia quan Arnold Houbraken va escriure'n la seva biografia.
Va pintar retrats a la manera paterna (Retrat d'un home desconegut, Detroit Institute of Arts) i escenes de gènere, com a Nens jugant i Alegre reunió (Frans Hals Museum) en un estil més proper al del seu oncle, Dirck Hals, i fins i tot al de Jan Miense Molenaer.